# Риматара
Риматара (фр. Rimatara) — самый маленький из обитаемых островов архипелага Тубуаи (Французская Полинезия). Расположен в 550 км к югу острова Таити и примерно в 150 км к западу от острова Руруту.

## География

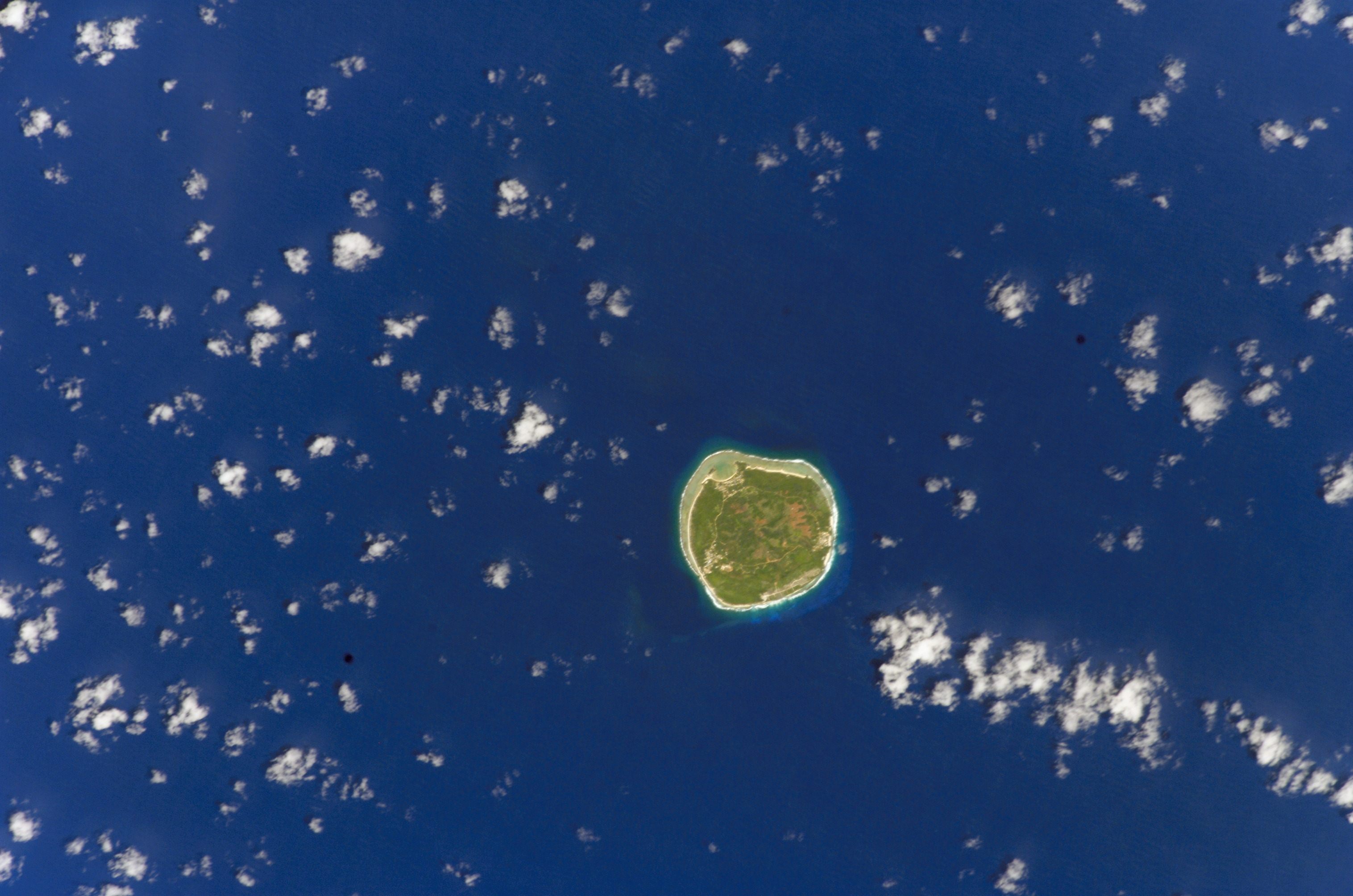
Космический снимок острова.

Риматара имеет вулканическое происхождение. В центре острова, напоминающего по форме овал, расположено плато, высота которого колеблется от 8 до 10 м. Высшая точка Риматара — гора Уаху (83 м). Общая площадь суши составляет около 8,6 км². Остров окружён рифом. Риматара покрыт густой растительностью, обитает большое количество диких уток и попугаев.

## История
Риматара был открыт в 1810 году торговцем с острова Таити. В 1821 году на острове появилась протестантская миссия, а в 1889 году установлен французский протекторат.

## Административное деление
Остров Риматара и часть островов Мария (общая площадь — 1,3 км²) — коммуна, входящая в состав административного подразделения Острова Острал (Тубуаи).
| Остров или риф   | Площадь суши, км² | Площадь лагуны, км² | Население, чел. (2007) | Административный центр |
| ---------------- | ----------------- | ------------------- | ---------------------- | ---------------------- |
| Риматара         | 8,6               | —                   | 785                    | Амару                  |
| Острова Мария    | 0,7               | —                   | —                      | —                      |
| Коммуна Риматара | 9,3               | —                   | 785                    | Амару                  |

## Население
В 2007 году численность населения острова составляла 785 человек. Главные поселения — деревни Амару, Анапото и Мутуаура.